# Kaz Garas
Kazimieras Gaižutis (4 de marzo de 1940), más conocido como Kaz Garas, es un actor lituano, conocido por su papel en la serie de televisión Strange Report, y por sus numerosas representaciones de sherifs en producciones de suspenso de bajo presupuesto.

## Filmografía
- 1967: The Last Safari
- 1969: Love Is a Funny Thing
- 1969-1970: Strange Report
- 1971: The Sheriff
- 1971: The City
- 1972: Ben
- 1974: La Mujer Maravilla
- 1975: Half a House
- 1975: Last Hours Before Morning
- 1977: Murder in Peyton Place
- 1982: Massarati and the Brain
- 1984: Final Mission
- 1985: Naked Vengeance
- 1986: The Devastator
- 1987: Cameo by Night
- 1988: Fast Gun
- 1991: Death Falls
- 1993: The November Men
- 1994: Puppet Master 5: The Final Chapter
- 1995: Piranha
- 1995: Dazzle
- 1996: Humanoids from the Deep
- 1999: Switched at Birth
- 2003: The Skin Horse
- 2004: Mean Creek